# دوري السوبر الألباني 1945
دوري السوبر الألباني 1945 (بالألبانية: Kategoria e Parë 1945‏) هو الموسم 8 من دوري السوبر الألباني. أقيم خلال الفترة 2 سبتمبر 1945 وحتى 26 ديسمبر 1945، وأشرف على تنظيمه اتحاد ألبانيا لكرة القدم، وكان عدد الأندية المشاركة فيه 12، وفاز فيه نادي فلازنيا شكودر.